# Death Riders
Death Riders (originalmente llamado Blackpool Combat Club) es un stable heel de lucha libre profesional compuesto por Claudio Castagnoli, Jon Moxley, Wheeler Yuta, PAC, Marina Shafir y Gabe Kidd que actualmente están en la empresa de lucha libre profesional All Elite Wrestling.

## Historia
Los orígenes de Blackpool Combat Club comenzó en la edición de AEW Dynamite del 2 de febrero del 2022, luego de la victoria de Jon Moxley sobre Wheeler Yuta, luego de lo cual Bryan Danielson le propuso a Moxley que deberían luchar juntos en lugar de uno contra el otro. En la edición del 16 de febrero de 2022, Moxley respondió a Danielson y le dijo que tendrían que luchar entre ellos antes de unir fuerzas. En Revolution 2022 , Moxley derrotó a Danielson, sin embargo, los dos hombres comenzarían a pelear después de la lucha. William Regal luego haría su debut en All Elite Wrestling (AEW), abofeteando tanto a Danielson como a Moxley, antes de hacer que los dos hombres se dieran la mano.
Moxley y Danielson luego formaron un equipo con William Regal como su mánager, derrotando a The Work Horsemen (Anthony Henry y JD Drake) en su primer combate juntos. Luego de una victoria sobre The Varsity Blonds (compuesto por Brian Pillman Jr. y Griff Garrison) en la edición del 23 de marzo de 2022 de Dynamite, los tres anunciaron que serían conocidos como Blackpool Combat Club. En la edición del 30 de marzo de 2022 de Dynamite, Regal quedó impresionado por la actuación de Wheeler Yuta en la derrota ante Danielson. Después de ganar el Campeonato ROH Pure en ROH Supercard of Honor XV, Yuta fue derrotado por Moxley en un combate sangriento en la edición de AEW Rampage del 8 de abril de 2022. Después del encuentro, Yuta se unió al Blackpool Combat Club.
Blackpool Combat Club puso fin a la racha ganadora de The Gunn Club en la edición del 15 de abril de 2022 de Rampage en su primera lucha como trío, antes de derrotar a Brock Anderso, Dante Martin y Lee Moriarty en la edición del 20 de abril de 2022 de Dynamite.
En la edición especial de AEW Dynamite Blood&Guts del 29 de junio del 2022, les ganó al Jericho Appreciation Society, en un encuentro muy reñido y vibrante.

## Miembros

### Miembros actuales
| Nombre             | Tiempo                           | Notas |
| ------------------ | -------------------------------- | ----- |
| Jon Moxley         | 2 de marzo de 2022-presente      |       |
| Wheeler Yuta       | 8 de abril de 2022-presente      |       |
| Claudio Castagnoli | 22 de junio de 2022-presente     |       |
| PAC                | 7 de septiembre de 2024-presente |       |
| Marina Shafir      | 7 de septiembre de 2024-presente |       |
| Gabe Kidd          | 14 de mayo de 2025-presente      |       |

### Miembros anteriores
| Nombre          | Tiempo                                       | Notas                                                                                |
| --------------- | -------------------------------------------- | ------------------------------------------------------------------------------------ |
| William Regal   | 2 de marzo de 2022 – 19 de noviembre de 2022 | Manager. dejó el grupo después de ayudar a MJF a ganar el Campeonato Mundial de AEW. |
| Bryan Danielson | 2 de marzo de 2022 - 7 de septiembre de 2024 | Fue expulsado del grupo siendo atacado por Claudio Castagnoli y Jon Moxley.          |

## Línea de Tiempo
As of julio 31, 2025

## Campeonatos y logros
- All Elite Wrestling
  - AEW World Championship (4 veces, actual) – Moxley (3, actual), Danielson (1)
  - AEW Interim World Championship (1 vez) – Moxley
  - AEW International Championship (1 vez) – Moxley
  - AEW World Trios Championship (1 vez, actuales) – Castagnoli, Yuta & PAC.
  - Men’s Owen Hart Cup (2024) – Danielson

- Consejo Mundial de Lucha Libre
  - Gran Prix Internacional (2024) - Castagnoli
- New Japan Pro-Wrestling
  - IWGP World Heavyweight Championship (1 vez) – Moxley

- Ring of Honor
  - ROH World Championship (2 veces) - Castagnoli
  - ROH Pure Championship (3 veces) - Yuta

- Wrestling Observer Newsletter
  - Lucha 5 estrellas (2023) vs. The Elite (Kenny Omega, "Hangman" Adam Page & The Young Bucks) en Double or Nothing el 28 de mayo